# Pandia (Mond)
Pandia (auch Jupiter LXV) ist einer der kleineren Monde des Planeten Jupiter.

## Entdeckung
Pandia wurde im Jahr 2017 von den Astronomen Scott S. Sheppard, David J. Tholen und Chad Trujillo entdeckt. Sie erhielt vorläufig die Bezeichnung S/2017 J 4 und wurde am 23. August 2019 von der Internationalen Astronomische Union nach Pandia benannt, der Tochter des Zeus und der Mondgöttin Selene in der griechischen Mythologie.

## Bahndaten
Pandia umkreist Jupiter mit einer großen Halbachse von ca. 11,5 Mio. Kilometern in ca. 252 Tagen. Die Bahn weist eine Exzentrizität von 0,18 auf. Die Bahnneigung beträgt 28,15°.

## Physikalische Daten
Aufgrund der Helligkeit des Objektes kann man den Durchmesser auf ungefähr 3 km schätzen.